# Kalksee (Ruppiner Schweiz)
Der Kalksee ist ein Binnengewässer im Landkreis Ostprignitz-Ruppin im Nordwesten des Landes Brandenburg. Der Kalksee ist 1,4 km lang bei einer Breite von etwa 700 m, seine Oberfläche beträgt 55 ha (0,55 km²). Der See hat keine Zuflüsse, im Südosten wird er durch den Binenbach zum Tornowsee entwässert. 
Der See ist Teil des Naturschutzgebietes Ruppiner Schweiz und der Ruppiner Seenrinne, die aus dem
Kalksee, dem Tornowsee, Zermützelsee, Tetzensee, Molchowsee und Rhin gebildet wird. Die Seenkette erstreckt sich über etwa 40 Kilometer nach Süden bis an den oberen Teil des Rhinluches.
Am See liegen zwei Badestellen, eine auf der Halbinsel im Norden (FKK) und eine im Süden in der Nähe des Abflusses. Um den See führt ein Wanderweg.